# 이나즈마 일레븐 GO의 등장인물 목록
다음은 일본의 비디오 게임·만화·애니메이션인 이나즈마 일레븐의 후속작인 이나즈마 일레븐 GO의 등장인물 목록이다.

## 작성하기 전에
- 이제부터 이나즈마 일레븐 GO의 모든 등장인물들은 해당 문서에 표기하는 것을 권장한다.
- 이나즈마 일레븐의 등장인물 목록 문서에서 이나즈마 일레븐 GO에 해당하는 부분은 현재 문서로 내용을 옮길 것을 권장한다.

## 라이몬 중학교 (雷門中学校) / 천둥중학교

### 라이몬중 축구부 (雷門中サッカー部) / 천둥중 축구부
마츠카제 텐마 (松風天馬) / 천마루
성우 : 테라사키 유카 / 문남숙
포지션/번호 : MF(8)(입학식 때는 18번) / GK(18)/新캡틴
이나즈마 일레븐의 새로운 에피소드인 이나즈마 일레븐 GO의 주인공이다.
신도 타쿠토 (神童拓人) / 신동윤
성우 : 사이가 미츠키 / 배정미
포지션/번호 : MF(9)
라이몬 일레븐, 2학년이다. 재벌인 신도 가(家)의 재벌 2세로, 신의 택트(神のタクト)라는 별명을 갖고 있다.
츠루기 쿄스케 (剣城京介) / 성태검
성우 : 오오하라타카시 / 故 김일
[[이나즈마 일레븐의 등장인물 목록#라이몬 중학교 (雷門中学校) / 천둥중학교
10년 후의 에피소드인 이나즈마 일레븐 GO 에서부터 등장하는 새로운 인물이다
니시조노 신스케 (西園信助) / 서믿음
성우 : 토마츠 하루카 / 김옥경
포지션/번호 : DF(5)/GK(20)
이나즈마 일레븐 GO에서부터 등장하는 라이몬 일레븐의 부원이다.
키리노 란마루 (霧野蘭丸) / 안계연
성우 : 코바야시 유우 / 윤성혜
포지션/번호 : DF(3)
분홍빛 머리를 띠고 있으며, 남자이다. 신도와 사이가 매우 좋으며, 2학년이다.
카리야 마사키 (狩屋マサキ) / 태산양
성우 : 타이 유우키 / 정재헌
포지션/번호 : DF(15)
이나즈마 일레븐 GO 21화부터 등장한 전학생으로, 텐마, 신스케, 아오이와 같은 반이다.
니시키 료마 (錦龍馬) / 마용준
성우 : 이와사키 료 / 정재헌
포지션/번호 : MF(14)
25화 종반부에서 등장하는 소년이다. 이전에 신도 일행과 같이 라이몬 축구부 세컨드 팀에서 활동한 경력이 있다.
성우 : 후지무라 아유미 / 윤성혜
포지션/번호 : FW(16)
갓산쿠니미츠와의 시합을 마치고 난 후에 축구부에 입부신청을 한, 24화 종반부에서부터 등장한 소년이다.
산고쿠 타이치 (三国太一) / 삼국태
성우 : 사토 켄스케 / 이원찬
포지션/번호 : GK(1) / DF(17)
라이몬 일레븐의 부원으로, 3학년이며 골키퍼이다. 팀원들과 신뢰가 매우 두텁다.
쿠루마다 고우이치 (車田剛一) / 차강일
성우 : 노지마 히로후미 / 장민혁
포지션/번호 : DF(2)
라이몬 중학교의 3학년생이다.
아마기 다이치 (天城大地) / 천대지
성우 : 나라 토오루 / 전태열
포지션/번호 : DF(4)
라이몬 중학교 3학년으로, 덩치가 매우 크며 턱에 고글을 걸치고 있다. 걸핏하면 남들과 마찰이 붙으며, 삐뚤어진 학생들의 행태를 매우 싫어한다.
하마노 카이지 (浜野海士) / 민해준
성우 : 콘노 쥰 / 남도형
포지션/번호 : MF(6)
2학년으로, 굉장히 느긋한 얼굴빛을 띠고 있다. 구리빛 피부를 띠고 있으며, 낚시광이다. 매사에 긍정적인 모습을 띠며, 낚시가 취미이다.
하야미 츠루마사 (速水鶴正) / 송학영
성우 : 요시노 히로유키 / 배주영
포지션/번호 : MF(7)
2학년이며, 굉장히 날씬한 체구를 하고 있다. 팀이 곤란할 상황일 때는 헤드폰으로 귀를 가려서 회피하려 하는 특성도 보이는 부정적 사고방식을 띠는 선수. 암울한 상황이 되면 "안 돼... 더는 안 돼..."라는 말만 반복한다. 그러나 카이오우 전에서 텐마가 화신을 강림시키고 슛을 막는 것을 보고 마음을 고쳐먹고 자신 안의 모든 두려운 감정을 극복한다. 갈색 머릿빛에 동그란 흰 테의 안경을 쓰고 있다. 필살기는 「제로욘」
미나미사와 아츠시 (南沢篤志) / 남진혁
성우 : 카지 유우키 / 이호산
포지션/번호 : FW(10)
3학년으로, 보랏빛 머리를 띠고 있다. 흑의 기사단과 승부할 때 슈팅은 했으나 막혔으며 그 때 이후로 활약없이 텐마와 교대된다. 내신서에 축구부 활동 내역을 추가받기 위해서 일부러 축구부에 계속 남아 있었으며, 축구부에서 살아남기 위해 피프스 섹터의 명령에 순종하려는 편. 그러나 2차전인 만노자카 때 츠루기가 주전으로 뛰겠다고 했을 때 더 이상 피프스 섹터와의 마찰에 끼이고 싶지 않아서 라이몬 일레븐을 탈퇴한다. 그리고 전학을 가게 되는데 그 전학가는 곳이 다름 아닌 홀리 로드 전국대회 첫 시합인 갓산쿠니미츠 중학교이다. 그리고 시합에서 팀원들이 갑자기 실력을 발휘하지 못하자 혼자서라도 라이몬을 이기려 하고, 이 일로 갓산쿠니미츠도 정열적인 축구를 하게 된다. 그 시합을 통해 미나미사와는 드디어 라이몬이 하려는 축구를 알게 되고, 계속 기다리겠다는 신도의 말을 뒤로 하며 떠난다. 이나즈마 일레븐 GO 37화에서는 갓산쿠니미츠의 주장 효도 츠카사와 함께 라이몬 중으로 찾아와 신스케의 골키퍼 훈련을 도와준다. 필살기는 「소닉 샷」
쿠라마 노리히토 (倉間典人) / 맹규민
성우 : 타카가키 아야히 / 하은진
포지션/번호 : FW(11)
라이몬 중학교 2학년으로, 날렵한 신체능력을 갖고 있어서 상대를 교란할 만한 절묘한 컨트롤의 슈팅을 발휘한다. 푸른 빛이 도는 머리는 왼쪽 눈을 가리고 있다. 축구에 사람의 감정을 넣어서 표현한 텐마를 조롱하며, 열혈적인 엔도 역시 그다지 좋아하지 않는다. 자신들이 2년 동안 참아왔던 것을 텐마가 참지 못하고 계속 축구를 되찾겠노라고 발버둥을 치면서 자신들의 심정은 생각하지 않는다고 여기기 때문으로, 특히 만노자카 때도 텐마는 진정한 축구를 포기하지 않겠다고 하자 어떻게든 그런 텐마를 막아서려고 한다. 그러나 만노자카 때 이소자키가 볼을 뺏으러 올 때 자존심을 굽히고 츠루기에게 패스한다던가, 텐마나 츠루기에게 신경질내는 모습을 보이기도 하지만 진정한 축구를 되찾기 위해 주위의 흐름을 따르는 편이다. 필살기는 「사이드와인더」
아오야마 슌스케 (青山俊介) / 장민기
성우 : ? / 오인실
포지션/번호 : MF(12)
아오야마 슌스케 문서를 참조.
미즈모리 타츠야 (水森竜也) / 한용주
성우 : 후루시마 키요타카 / ?
포지션/번호 : MF(8)
초기 라이몬 일레븐 1군 멤버였으나, 피프스 섹터와의 경기 중 스스로 경기장을 그만두겠다며 나가고, 잠시 후에 코사카와 같이 라이몬 일레븐을 탈퇴한다.
코사카 모토나리 (小坂元成) / 원성무
성우 : 사토 켄스케 / ?
포지션/번호 : DF(5)
초기 라이몬 일레븐 1군 멤버였으나, 피프스 섹터의 습격으로 인해 그들이 두려워져서 미즈모리와 같이 라이몬 일레븐을 탈퇴한다.
소라노 아오이 (空野葵) / 진파랑
성우 : 키타하라 사야카 / 오인실
페어리테일멤버인하루토 레이의사촌 여동생.1학년으로, 라이몬 축구부의 매니저이다. 남색의 짧은 머리를 하고 있다. 상냥한 성격으로 마츠카제 텐마와 같이 「이나즈마 일레븐 3 디 오우거」에서도 텐마와 처음 만나게 되는 소녀로 출연한 바가 있다. 굴러온 볼을 줍다가 텐마와 만나서 일단은 조금 말을 주고 받은 것만으로 헤어졌지만, 그 후에 들개에게 당할 뻔한 것을 텐마에게 도움을 받아서 그와 매우 친해진다. 초등학교도 텐마와 같은 곳을 다녔던 사이.갤럭시편에서 신생이나즈마재편의 매니저를 맡게된다.
세토 미도리 (瀬戸水鳥) / 한그린
성우 : 미나 / 윤성혜
2학년으로, 라이몬 축구부의 매니저이다. 핑크빛 생머리에 머리 위쪽에 초록빛 리본을 한 소녀로, 조금 불량한 듯한 터프한 특성을 띠고 있다. 교복 치마는 다른 학생들에 비해 매우 길어서 종아리까지 내려갈 정도의 롱 스커트에 가슴쪽에 없는 리본 등, 쉽게 따지면 일본의 불량한 여학생의 전형적인 스타일(!)을 하고 있다. 시원시원한 성격을 가진 지라 후배인 아오이가 "세토 선배"라 부를 때 쿨하게(!!) 이름인 미도리라 부르라 할 정도이다. 텐마를 마음에 들어해서 적극적으로 그를 응원하는 동시에, 텐마가 하마노의 패스를 제대로 받지 못한 것도 하마노가 패스를 이상하게 했다고 할 정도로 텐마를 아끼고 있으며, 텐마가 축구부에서 잘해 나가길 바란다. 13화에서 아직도 피프스 섹터에 따르고 있는 하마노, 쿠루마다, 아마기, 하야미, 쿠라마에게게 아무것도 느끼지 못했냐고 소리를 쳐 그들이 피프스 섹터에 반발하도록 만든 주인공이다. 통칭은 자신이 직접 모두에게 「미도리」라 부르도록 정리중이라 대부분 「미도리」라 부른다.
야마나 아카네 (山菜茜) / 홍체리
성우 : 유링(나이토 치아키) / 전숙경
2학년으로 라이몬 축구부의 매니저이며, 라이몬 일레븐 1군의 주장인 신도의 광팬이라 신님(シンサマ, 신사마)라 부르고 있다. 카메라를 들고 다니면서 촬영하는 모습이 자주 목격된다. 후부키같이 반쯤 감긴 듯한 묘한 눈과 두 쪽으로 땋아내린 짧은 머리가 특징. 신도의 팬인지라 카메라만 들었다 하면 신도를 찍는 경우가 다반사이다. 특히 8화의 경우 신도가 간만에 등장하자 카메라로 단숨에 7~8컷을 찍는 무시무시한(!) 속도를 발휘하기도 한다. 겐에이 학원 전에서 핀볼 스타디움의 트릭을 영상으로 찍어 라이몬에게 크게 도움을 주었다.
엔도 마모루 (円堂守) / 강수호 - 감독
성우 : 타케우치 쥰코 / 전숙경
10년 전 라이몬 일레븐을 부활시키고, 일본을 세계제일의 축구국가로 성장시킨 주요 인물이다. 일본 국가대표 축구선수로 활약하다가 부상 때문에 잠시 팀에서 하차한 채로 등장한다. 5화에서 라이몬 일레븐 vs 에이토 학원 전의 관객석에서 홀연히 등장하며, 라이몬 일레븐이 피프스 섹터의 지시를 어기고 에이토 학원과의 싸움에서 승리하자 쿠도 미치야는 그 책임을 자신이 지고 팀을 떠나고, 그 빈 감독 자리를 맡게 된다. 또한 자유로운 축구를 되찾기 위해 스스로 피프스 섹터를 적으로 돌리지만 부원들에게는 굳이 강요하지 않으며 언젠가 진정한 축구를 하고 싶어서 스스로 피프스 섹터를 향한 반란에 가담하길 기다릴 정도로 멤버들의 마음을 잘 헤아린다. 현재는 라이몬 중학교의 전 이사장의 딸인 나츠미와 결혼한 상태이며, '지독하도록 맛없는' 나츠미의 요리를 군말없이 먹어줄 정도의 공처가로 묘사된다. 그리고 이나즈마 일레븐 GO 24화에서 이시드 슈지, 즉 고엔지의 정체에 대해서 알게 된다. 그 일이 있고 얼마 후, 하쿠렌 중과의 시합을 끝마치고 나서 후부키로부터 어떤 말을 전해듣게 되고 피프스 섹터의 진짜 목적에 대해 의문을 품게 되면서 그것을 조사하기 위해 라이몬의 감독 자리에서 빠지며, 그 자리는 임시로 키도가 맡게 된다. 40화에서는 조사가 어느 정도 마무리가 되었는지, 다시 라이몬의 감독으로 돌아왔다. 그리고 고엔지가 축구를 위해서 피프스 섹터에 들어간 것을 이해하였다. 이나즈마 일레븐 GO 크로노 스톤 3화에서 등장했을 때 화신 「마신 그레이트」(魔神グレイト)를 소환했다. 이나즈마 일레븐 GO 크로노 스톤 6화 에서는 베타에 의해 봉인 되었으며, 현재로 돌아왔을때는 교통사고로 사망처리가 되어 있었다. 이후 47화에서 페이가 가져온 크로노스톤을 아르노 박사가 개발한 장치에 넣어서 그걸 통해 되돌아왔다.
오토나시 하루나 (音無春奈) / 음보미 - 교사
성우 : 사사키 히나코 / 하은진
10년 전 라이몬 일레븐의 매니저로, 현재는 고문 교사로 활약중인 인물이다. 성격은 크게 변하지 않았으며, 마찬가지로 부원들의 마음을 잘 헤아려주는 교사로 묘사된다.
키도 유우토 (鬼道有人) / 신귀도 - 천둥에서는 코치
성우 : 요시노 히로유키 / 전태열
과거에 천재 게임메이커라 불리던 천재 축구선수이다. 본래 이탈리아 리그에서 활약해야 했었지만 현재는 피프스 섹터의 수하가 되어 제국 학원을 통치하고 있는 것처럼 보였으나, 그것은 피프스 섹터에 깊이 들어가려는 속임수에 불과했으며 실은 피프스 섹터의 현재 성제인 이시드 슈지를 몰아내고 히비키 세이고우를 새로운 성제로 앉히려는 피프스 섹터에 대한 반란군인 '레지스탕스'의 일원이다. 21화에서 라이몬의 코치로 들어오긴 하나, 후부키로부터 어떤 말을 전해듣게 된 엔도가 라이몬의 감독 자리를 빠지게 되면서 그 빈 자리를 대신 맡게 되었으며, 40화에서는 엔도가 다시 돌아오면서 코치로 돌아가며, 피프스 섹터의 해산 이후에는 다시 제국 학원의 총수로 복직하게 된다.
쿠도 미치야 (久遠道也) / 손도진
성우 : 토치 히로키 / 정재헌
이나즈마 재팬 시절부터 계속해서 이어져온 라이몬 일레븐의 감독이다. 킨잔 이사장과 후유카이 교장이 계속 피프스 섹터의 관리를 받을 것을 권유함에도 꿋꿋이 거절할 정도로 절도 있다고 볼 수 있다. 그러나 라이몬 일레븐이 에이토 학원과의 시합에서 3:0으로 지라는 지시를 어기고 3:1로 져서 그것을 킨잔 이사장에게 꼬투리를 잡혀 감독 자리에서 쫓겨난다. 그러나 메가네와의 연락을 통해 중요한 일을 하나 시행할 것임을 암시해주고 있다. 그리고 그것은 사실 쿠도가 레지스탕스이기 때문이다.
사실 쿠도는 감독 자리에서 해임된 후 피프스 섹터에 대한 반란군인 '레지스탕스'의 일원으로서 활동하고 있었다. 주요 임무는 메가네를 통해 상대팀의 정보를 입수하는 것인 듯 하고, 그것은 엔도가 감독으로 있는 라이몬 중에게도 아주 큰 도움이 되고 있다. (대표적인 예가 카이오우 학원과의 대전.)감독에서 해임되었지만 라이몬 일레븐의 활약은 계속 지켜보고 있다.

#### 세컨드 팀
아오야마 슌스케 (青山俊介) / 장민기
성우 : 타카가키 아야히 / 오인실
포지션/번호 : MF(6)(세컨드 팀) → MF(12)(퍼스트 팀)
검은 머리를 띠고 있는 소년으로, 뭔가 꺼림칙한 분위기를 뿜고 있지만 패스실력만큼은 뛰어나다. 마찬가지로 이치노와 같이 축구부를 그만두지만 계속해서 축구를 하고 싶다는 마음을 완전히 버리지 못해서 축구부를 걱정하거나 응원하거나 피프스 섹터의 존재를 알지도 못하고 축구부를 모욕하는 학생들에게 울컥할 정도로 축구부에 대한 미련을 가진다. 그러다가 결국 이치노와 같이 카이오우 학원과의 시합을 앞두고 다시 라이몬 축구부에 재입부한다. 처음 들어왔을 때는 맨날 벤치 신세였지만, 35화 때 1군으로서 처음으로 홀리 로드에서 뛰게 된다. 40화에서는 오랜만에 세컨드 팀으로서 뛴다. 필살기는 「프레스토 턴」 홀리 로드 결승전에서 한번 더 출전하여 이치노와 함께 제국의 필살기인 「브리타니아 크로스」를 사용한다.
아부야마 타모츠 (虻山保) / 왕산보
성우 : 후루시마 키요타카 / ?
포지션/번호 : GK(1)
거대한 체구를 하고 있는 세컨드 팀의 골키퍼. 검은 빛을 띠는 남색의 머리에 노란 헤어밴드를 하고 있다.
사키사카 사토루 (向坂悟) / 오상윤
성우 : 카지 유우키 / ?
포지션/번호 : DF(2)
남자인지 여자인지 구분하기 힘든 외모로, 동물의 귀 같은 머리모양과 초록빛 눈동자가 특징.
모리스기 히사시 (森杉久) / ?
성우 : ? / ?
포지션/번호 : DF(3)
모모야마 가몬 (桃山我聞) / 복숭우
성우 : 토마츠 하루카 / ?
포지션/번호 : DF(4)
호시노 류헤이 (星野隆平) / ?
성우 : 코바야시 유우 / ?
포지션/번호 : DF(5)
리스노 켄타 (梨巣野ケン太) / ?
성우 : ? / ?
포지션/번호 : MF(7)
모히 칸타 (茂日寛太) / 모이칸
성우 : 나라 토오루 / ?
포지션/번호 : MF(8)
키라 슈고 (吉良周吾) / 길주호
성우 : 콘노 쥰 / ?
포지션/번호 : FW(10)
세컨드 팀의 주요 공격진을 담당하고 있다. 곤두선 검은 머리칼과 강한 눈빛이 가장 큰 특징.
이시카리 라이타 (石狩雷太) / 석태수
성우 : ? / ?
포지션/번호 : FW(11)
나노바나 키나코 (菜花黄名子) / 송지나
성우 : 유우키 아오이 / 윤승희
포지션/번호 : FW(10) → FW(78)
라이몬의 에이스스트라이커로 혼란스러운 라이몬에 갑자기 나타난 수수께끼의 소녀. 일단은 아오이 다음으로 크로노스톤 메인 히로인이다. 천진난만하고 활발하면서 축구에 한결같은 마음을 품고있다. 처음 등장시엔 10번(에이스넘버)였으나 차후 많은 논란을 통해 78번으로 번호가 바뀐것으로 추정. PV에 나온 영상으로인해 페이의 어머니가 키나코라는 언급이 있었으나, 게임 엔딩을 통해 페이의 어머니는 키나코인것이 확실해졌다. 키나코는 본래 미래인이며 아스레이 룬(지원자X)과 사랑에빠져 결혼하고, 이후 태어난 아이가 페이 룬이다. 안타깝게도 그녀는 페이가 태어나자마자 사망하였고, 현세의 키나코는 페이의 아버지이자 자신의 남편인 아스레이 룬이 타임워프를 사용해 페이와 동급생인 키나코를 데려왔다고한다.
이나즈마 일레븐 GO 크로노스톤에서는 믹시트랜스를 통해 드래곤과 믹시맥스 할 수 있다. 이나즈마일레븐GOVS골판지전사에 출연함 화신으로는 새벽의 무녀 아마테라스(暁ノ巫女アマテラス)를 사용한다.

### 학생·교사
킨잔 슈조 (金山郷造) / 금산향
성우 : 오무로 마사유키 / ?
이나즈마 일레븐 GO에서 나오는 라이몬 중학교의 이사장이다. 피프스 섹터와 연관성이 깊어 보이는 남자로, 노란 정장을 입고 있다. 피프스 섹터의 명령을 절대적으로 여기기에 어떤 말도 안 되는 명령이 날아와도 그것을 철통같이 지키려고 하지만, 쿠도가 끝까지 피프스 섹터로부터의 관리를 거부하자 그를 몰아내려고 한다. 때마침 에이토 학원과의 연습시합에서 3:0으로 지라는 명령을 어기고 신도가 득점을 하여 3:1로 끝나자, 그것을 구실로 삼아 쿠도를 해임시킨 장본인이다. 그러나 지시를 어길 때 쿠도나 엔도에게 떵떵거리는 모습을 보이기도 하지만 정작 피프스 섹터의 보복이 두려워서 빌빌 기는 것을 모습을 보인다.
후유카이 스구루(冬海卓) / 서동해
성우 : 시노미야 고우 / 전태열
과거에 카게야마 레이지의 부하 중 하나로, 라이몬 중학교에서도 카게야마에서도 버려졌던 인물이었으나 현재는 놀랍게도 라이몬 중학교의 교장 선생님이 되어 있다. 쿠도 감독에게 라이몬 일레븐도 피프스 섹터의 관리를 받을 것을 추천할 정도로 아직 약아빠진 특성은 빠지지 않은 듯하다. 오래전 엔도와 나츠미를 비롯한 라이몬 일레븐과 자신이 몸을 바쳐 따르던 카게야마에게 버림받고 난 뒤를 기억하고 있기에 피프스 섹터가 엔도를 라이몬의 감독으로 정식 취임시킨 것을 이해하지 못하고 있다. 피프스 섹터가 해산되자 교장직에서 해임된다.
카쿠마 아유무 (角馬歩) / 문각보
성우 : 후루시마 키요타카 / 전태열
2학년(추정). 라이몬 일레븐과 흑의 기사단의 연습시합 도중에 귀신같이 나타나 시합의 실황중계를 맡았으며, 이후로도 홀리 로드 지역예선전까지 꿋꿋하게 실황을 중계하였다. 놀랍게도 카쿠마 케이타의 친동생이다.

### 과거 라이몬 일레븐 관련인물
고엔지 슈야 (豪炎寺修也) / 염성화
성우 : 노지마 히로후미 / 이호산
10년 후에도 불꽃의 스트라이커로 유명한 인물이다. 2년 전인 22세(일본식 기준)까지 카제마루와 함께 축구 프로선수로 뛰고 있었으나, 갑자기 행방불명되었다. 24화에서 그의 정체가 밝혀지는데, 피프스 섹터의 성제인 이시드 슈지였다. 스스로 성제의 자리에 오른 이유가 밝혀졌는데, 10년 전 자신들이 해온 축구로 인해 축구의 가치가 높아져서 현재 축구를 배울 수 있는 건 유복한 가정의 아이들뿐이라는 것에 회의를 느끼던 도중, 피프스 섹터의 진짜 흑막인 센구지의 제안을 받아들이고 모든 아이들이 평등하게 축구를 하는 것을 바라며 성제가 되어 축구를 관리하고 있었다. 또한 그는 세이도우잔 중학교에서 축구부를 키우고 있었으며, 우츠노미야 토라마루, 사기누마 오사무 등과 함께 피프스 섹터 내에서 라이몬의 혁명을 돕고 있었다. 그래서 대표적 혁명분자인 엔도와 텐마를 자극해서 더 앞으로 나아가게 하였고, 자신의 전설의 기술인 파이어 토네이도를 츠루기에게 전수하였으며, 마침내 그것을 토대로 텐마와 츠루기의 연계 필살기인 파이어 토네이도 DD(Double Drive)를 완성하게 해준다. 혁명이 성공한 후에는 계속해서 축구를 못하는 소년들이 할 수 있게끔 뒤에서 후원해주고 있다.
카제마루 이치로타 (風丸一郎太) / 강바람
성우 : 니시가키 유카 / 배정미
게임판에서는 다크 버전 한정으로 등장하는 인물이다. 과거의 포니테일에서 현재는 풀어헤치고 다니고 있으며, 그는 카베야마와 함께 일본 프로 리그에서 국가대표 선수로 활약하고 있었다. 게임과 극장판에서는 엔도를 도와 갓 에덴에서 조사를 하고 있었으며, 애니에서는 43화에서 등장, 카베야마와 후도와 함께 결승전을 보러 왔다가 히로토, 미도리카와를 만나서 함께 경기를 지켜본다.
카베야마 헤이고로 (壁山塀吾郎) / 장벽구
성우 : 타노 메구미 / 윤승희
카제마루와 마찬가지로 일본 프로 리그 선수로 활약중인 인물이다. 현재는 일본 프로 리그에서 활약하고 있고, 엔도를 도와 갓 에덴에서 피프스 섹터에 대해 조사를 하고 있었다. 애니에서는 43화에서 등장하였고, 카제마루, 후도와 함께 경기를 보러 스타디움에 왔다가 히로토와 미도리카와를 만나 함께 결승전을 지켜보게 된다.
한다 신이치 (半田真一) / 김기준
성우 : 시모노 히로 / 김장
게임판에서 이나즈마 KFC의 감독으로 등장한다. 애니메이션에서는 살짝 얼굴만 내비치는 선에서 끝나버렸다.
소메오카 류고 (染岡竜吾) / 곽용호
성우 : 카세 야스유키 / 송준석
현재 이탈리아 프로 리그 선수로 활약하고 있는, 옛 라이몬 일레븐의 공격수이다.  라이몬의 원년멤버인 니시키 료마가 이탈리아로 축구유학을 갔을 때 그를 가르쳐준 스승이기도 하다. 그리고 이나즈마 일레븐 GO 30화에서 키도와 반가운 재회를 하고, 좌절에 빠진 니시키를 격려해주어 그의 화신인 '전국무신 무사시'를 시전할 수 있도록 했다. 뿐만 아니라 이탈리아로 돌아가기 전, 선발 멤버로 출전하지 못해 불만을 품고 있었던 이치노, 아오야마, 아마기에게 니시키를 처음 봤을 때의 이야기를 해주어 격려해주기도 하였다.
메가네 카게루 (目金欠流) / 안경민
성우 : 카토 나나에 / 하은진
현재에서는 쿠도 감독과 같이 은밀하게 활동하는, 피프스 섹터에 대항하는 혁명군이다. 레지스탕스 멤버인 듯 했으나, 사실 슈요메이트 중의 멤버들과 '메가네 해킹조'라는 조직을 만들어 활동하고 있었다. 카이오우 학원 멤버들의 데이터를 빼내오는 등 적지 않은 활약을 보여주었다. 하지만 할 일 없을 때에는 10년 전처럼 게임이나 즐기는 오타쿠에 불과하다.
키노 아키 (木野秋) / 유가을
성우 : 오리카사 후미코 / 배주영
마츠카제 텐마의 친척 누나로, 가을바람 아파트(더빙판 '솔바람 기숙사')의 관리인이다. 중학교 시절 때 계속 하고 있던 머리핀은 하고 있지 않다. 미국에서 계속 활약중인 이치노세와 자주 연락하는 듯, 텐마가 "미국에서 전화 왔어?"라고 묻기도 한다. 또 라이몬 축구부, 특히 텐마와 같이 자주 방문하는 신스케나 아오이를 위해서 손수 요리를 만들어보이기도 한다. 동시에 그 가을바람장에 사는 주민들로 구성된 팀인 '가을하늘 챌린져즈' 의 감독이다. 결승전이 있는 날, 텐마를 응원하러 경기장에 갔다가 나츠미를 만나 이야기를 나눈다.
엔도 나츠미 (円堂夏未) / 천여름
성우 : 코바야시 사나에 / 배정미
과거 라이몬 일레븐의 매니저로, 현재는 엔도의 아내가 되어서 등장하는 인물이다. 다만 요리를 지독하도록 못한다는 치명적인 단점이 있긴 하지만, 엔도는 그걸 군말없이 먹어주는 데다가 '정작 본인은 먹을만 하다보니' 요리실력 개선의 기미는 잘 보이지 않는다. 결승전인 세이도잔 중학교 전에서는 응원하기 위해 직접 스타디움까지 찾아오게 된다.
키라 히토미코 (吉良瞳子) / 장동연
성우 : 키타니시 쥰코 / 하은진
과거 이나즈마 캐러밴 시절의 감독이자 햇님원의 관리인으로 등장한다. 라이몬에 새로 전학온 카리야를 11살 때부터 돌봐주다가 그가 중학교로 입학할 나이가 되자 카리야를 엔도가 있는 라이몬 축구부에 맡기게 된다. 피프스 섹터를 향한 혁명단체에 속하진 않지만 그녀도 마찬가지로 혁명파에 속한다.
타치무카이 유우키 (立向居勇気) / 모용기
성우 : 타치바나 신노스케 / 하은진
10년 전에 라이몬 일레븐의 멤버로 활약하던 인물이다. 마찬가지로 일본 프로 리그의 골키퍼로 활약하고 있으며, 37화에서 하루나의 연락을 받고 신스케의 골키퍼 훈련을 도와줌과 동시에 조언도 아낌없이 해주었다.
쓰나미 죠스케 (綱海条介) / 박해일
성우 : 사카구치 슈헤이 / 송준석
과거 라이몬 일레븐 및 이나즈마 재팬의 대표선수. 예전처럼 오키나와에서 살고 있기 때문에 텐마와는 어릴 때부터 알고 지내던 사이다. 자세한건 에니에 나오지 않았다
후도 아키오 (不動明王) / 부동명
성우 : 카지 유우키 / 김일(TV판) / 곽윤상(극장판)
옛날에 키도와 같이 이나즈마 재팬의 사령탑으로 활약한 천재적 축구선수. 본래는 유럽 리그에서 활약하는 그였지만, 축구의 운명이 걸린 마지막 결승전 때 다시 나타난다. 그리고 미리 와 있던 카제마루와 카베야마, 그리고 뒤늦게 드래곤 링크의 정체를 알고 오게 된 미도리카와, 히로토와 같이 최후의 시합을 지켜보게 된다.
토비타카 세이야 (飛鷹征矢) / 고수리
성우 : 미네 노부야 / 정재헌
과거 이나즈마 재팬의 대표선수. 현재는 히비키 세이고우를 대신해서 라이라이켄 가게를 운영하고 있다.
키야마 히로토 (基山ヒロト) / 손현민
성우 : 미즈시마 타카히로 / 이호산
10년 전 이나즈마 재팬의 멤버. 현재는 IT계열의 사장에 임하면서 동시에 혁명군이 성공할 수 있기를 바라고 있다. 동시에 미도리카와와 같이 드래곤 링크를 조사한 끝에 천황 스타디움으로 갔으나 이미 때는 늦고, 결국 관객석에 앉아 다른 멤버들과 같이 라이몬 일레븐을 응원한다.
미도리카와 류지 (緑川リュウジ) / 채연우
성우 : 코다이라 유우키 / 배주영
에일리아 학원 시절 제미니 스톰의 주장으로, 현재는 히로토의 비서가 되어 활약하고 있다. 때문에 공적인 자리일 때는 히로토를 존칭해서 부르고 있다. 뒤늦게 드래곤 링크의 조사를 마치고 히로토와 같이 천황 스타디움에 갔고, 라이몬 일레븐을 응원하게 된다.
쿠도 후유카 (久遠冬花) / 손겨울
성우 : 토마츠 하루카 / 배정미
과거 라이몬 일레븐의 매니저로, 엔도의 소꿉친구이다. 현재는 이나즈마 종합병원에서 아메미야 타이요의 담당 간호사로 등장하였으며, 자주 병실을 빠져나가 축구를 하는 타이요 때문에 꽤나 골머리를 앓고 있는듯 하다. 타이요로부터 텐마와 닮은 점을 발견하기도 했다. 이나즈마 일레븐 GO 37화에서는 타이요의 병문안을 온 텐마에게 타이요가 퇴원했다는 소식과 어릴 때부터 병을 앓고 있어 축구나 과격한 운동을 못한다는 사실을 전해준다. 40화 이후부터는 신도도 담당하게 된듯, 텐마의 면회 요청을 허락한다. 43화에서는 스타디움에 가려는 신도를 말렸지만, 텐마에게 전할 것이 있다는 신도의 굳은 눈빛을 보고 더 이상 말리지 못하고 대신 자신이 스타디움까지 데려다준다.
카쿠마 케이타 (角馬圭太) / 문각준
성우 : 후루시마 키요타카 / 전태열
과거 라이몬 일레븐의 시합을 생중계하던 장기부의 학생이었다. 현재는 방송국 PD가 되었으며, 라이몬을 취재하러 왔을 때 같이 등장하였다.

## 레지스탕스
히비키 세이고우 (響木正剛) / 구경목
성우 : 아리모토 킨류 / 임채헌
과거 이나즈마 일레븐의 골키퍼이자 라이몬 일레븐의 감독. 라이라이켄을 운영하였으나 그 가게는 토비타카에게 넘겨줬고, 자신은 다른 사람들과 같이 피프스 섹터 반란세력인 레지스탕스의 주도자가 된다. 그리고 혁명이 성공하고 새로운 성제가 되었을 때, 그는 피프스 섹터의 해산을 선언하고 마침내 혁명을 마무리짓는다.
라이몬 소이치로 (雷門総一郎) / 천중권
성우 : 사카구치 코이치 / 전태열
과거 라이몬 중학교의 이사장. 동시에 나츠미의 아버지이자 엔도의 장인어른이다. 마찬가지로 레지스탕스 세력에 속해 있다.
히라이 신조 (火来伸蔵) / ?
성우 : 이나다 테츠 / ?
과거 라이몬 중학교의 교장으로, 현재는 피프스 섹터에 의해 쫓겨났으나 레지스탕스의 멤버가 되어 활동하였다. 피프스 섹터가 해산된 후에는 교장직에 복직을 하게 된다.
사쿠마 지로 (佐久間次郎) / 사마진
성우 : 타노 메구미 / 배주영
제국 학원의 코치. 키도와 같이 숨어 있는 혁명파로, 제국 학원의 시합이 끝난 다음날 라이몬 일레븐에게 레지스탕스의 존재를 알리기 위해 제국 학원에 초청한다.

## 피프스 섹터
이시드 슈지 (イシドシュウジ) / 알렉스
성우 : 노지마 히로후미 / 이호산
피프스 섹터의 절대자로 등장하는 수수께끼의 남자. 녹색의 긴 머리를 하고 있으며 끝이 약간 웨이브같이 꼬불꼬불한 머리를 하고 있다. 그리고 마침내 24화에서 그의 정체가 발견되었는데 다름 아닌 고엔지 슈야.
센구지 다이고 (千宮路大悟)
성우 : ? / ?
피프스 섹터의 진정한 흑막으로, 고엔지 슈야를 이시드 슈지로 내세운 장본인. 유카의 말에 의하면 학교를 폐부시킨 것도 이 사람이라고 한다. 어릴 적 죄를 지어서 축구를 너무 사랑했는데도 사람들이 멸시하여 축구를 하지 못했다고 하는데, 그 죄라는 것은 단 한개의 축구공을 훔친 것 뿐이었다. 그래서 누구나 평등하게 축구를 할 수 있는 관리 축구를 실현시키기 위해 비슷한 생각을 하고 있던 고엔지를 꼬드겨 지금의 피프스 섹터를 설립한 것이라고 한다. 애니에서는 37화에 등장하며, 병원의 아이들과 축구를 하며 놀아주다가 주인공 마츠카제 텐마를 만나 '축구의 힘은 위대하다, 또한 그 힘은 때로는 사람에게게 잔혹한 일을 강요한다' 등의 말을 한다. 결승전에서는 자신의 아들, 센구지 야마토가 이끄는 팀, '드래곤 링크'로 라이몬 일레븐을 압박하고 관리 축구를 실현시키려 했으나, 라이몬을 드래곤 링크를 누르고 승리하자 순순히 자신의 잘못을 인정하고 퇴장. 이후 새롭게 성제가 된 '히비키 세이고우'에 의해 피프스 섹터는 해산된다.
우츠노미야 토라마루 (宇都宮虎丸) / 팽호식
성우 : 쿠기미야 리에 / 안현서
성제 이시드 슈지가 된 고엔지의 오른팔. 고엔지와 같이 움직이고 있으며, 토라마루 역시 보이지 않는 혁명군 중 하나이다.
사기누마 오사무 (砂木沼治) / 구재후
성우 : 히키다 타카시 / 엄상현
세이도잔 중학교의 코치. 10년 전에 비해 성격이 다소 변했지만, 그 역시 진심이 담긴 축구 vs 축구의 부딪힘을 즐거워하고 있다.

### 흑의 기사단
츠루기 쿄스케 (剣城京介) / 성태검
츠루기쿄스케문서참고
테츠오다 마사시 (鉄雄田政志) / 주철웅
성우 : ? / ?
포지션/번호 : GK(1)
흑의 기사단 소속의 GK
모리카와 겐타 (森川源太) / 모원태
성우 : ? / ?
포지션/번호 : DF(2)
우시지마 세이지 (牛島誠次) / 우도성
성우 : ? / ?
포지션/번호 : DF(3)
야나기 미츠오 (柳光男) / 최광남
성우 : ? / ?
포지션/번호 : DF(5)
산죠 다이 (三定大) / 삼정대
성우 : ? / ?
포지션/번호 : MF(6)
이세야 미노루 (伊勢屋実) / ?
성우 : ? / ?
포지션/번호 : MF(7)
흑의 기사단 소속의 MF로, 게임 메이커로 활약한다.
아마노 카이지 (天野快司) / ?
성우 : ? / ?
포지션/번호 : MF(8)
이나바 나츠키 (稲葉夏樹) / 강민하
성우 : ? / ?
포지션/번호 : FW(9)
흑의 기사단 3 TOP 중 하나로, 에메랄드 그린의 세미롱 헤어가 특징. 눈동자는 한쪽은 빨갛고 한쪽은 초록빛의 오드 아이이다.
키자키 유지 (貴崎勇二) / 채용우
성우 : ? / ?
포지션/번호 : FW(11)
흑의 기사단 3 TOP 중 하나로, 주황빛 긴 머리가 가장 큰 특징.
쿠로키 젠조 (黒木善三) / 선흑진 - 감독
성우 : 카세 야스유키 / ?

## 가을하늘 챌린져즈 (秋空チャレンジャーズ)
코구레 유야 (木暮夕弥) / 석진오
성우 : 미야하라 나미 / 안영아
과거 이나즈마 캐러밴과 이나즈마 재팬의 멤버. 현재는 가을바람장에 살면서 대기업의 샐러리맨으로 일하고 있으며, 다른 축구팀과의 친선 경기를 자주 잡는다. 때문에 21화에선 갑자기 경기가 캔슬되자, 엔도가 라이몬 중학교의 감독이라는 것을 통해 아슬아슬하게 축구시합을 붙잡기도 한다.
10년전과는 달리 철이좀 들었다 특히 개구리로 장난치는버릇은 고쳐진듯. 그래도 개구리가 그의 트레이드 마크가 된 듯 그의 방에는 개구리 모양의 저금통이 가득하다.
키노 아키 (木野秋) / 유가을 - 감독
성우 - 오리카사 후미코 / 배주영
키노 아키 문서를 참조.

## 홀리 로드 참가자

### 에이토 학원 (栄都学園) / 영도중학교
사에와타리 유이치로 (冴渡優一郎) / 사도일성우 : 미네 노부야 /
포지션/번호 : FW(10), 캡틴
에이토 학원의 주장. 연보랏빛 세미롱 헤어에 안경이 특징. 축구 실력은 그저 그렇지만, 전술 세우는 것만큼은 일류인 에이토 학원의 천재 사령탑. 필살기는 「퓨처 아이」
카게우라 토우지 (影浦透司) / 김병환
성우 : ? / ?
포지션/번호 : GK(1)
에이토 학원의 골키퍼. 갈색빛 피부에 멜론색의 머리칼이 눈을 가리고 있고, 머리에 있는 둥글둥글한 안경이 특징. 표정을 감춘 채 상대의 움직임을 읽는다. 필살기는 「문설트 스탬프」
미에나이 코우타 (三重内光太) / 유호진성우 : ? /
포지션/번호 : DF(2)
회색의 버섯머리에 눈보호개가 특징. 아무것도 보이지 않는 듯한데 보이는 불가사의한 캐릭터.
혼다 타이조 (本多大蔵) / 동성화
성우 : ? /
포지션/번호 : DF(3)
아쿠타가와 후사노스케 (阿久田川房之佑) /정지군
성우 : ? / ?
포지션/번호 : DF(4)
카키자키 하구미 (書崎育) / 신정진
성우 : ? / ?
포지션/번호 : DF(5)
필살기는 「시프 아이」
히토후데 하야토 (一筆早徒) / 사도일
성우 : ? / ?
포지션/번호 : MF(6)
후쿠로 테츠야 (服呂哲也) / 서미친
성우 : ? / ?
포지션/번호 : MF(7)
요미야 사토시 (読矢聡) / 박유성성우 : ? / ?
포지션/번호 : MF(8)
남색 머리칼에 초록빛 눈동자에 안경을 쓴 것이 특징. 재빠르게 움직임을 읽어내는 것이 특징.
유키지 케이이치 (雪地蛍壱) / 김나비
성우 : 카토 나나에 / ?
포지션/번호 : FW(9)
필살기는 「퍼펙트 코스」
킨다이치 가쿠 (近代知学) / 지학우
성우 : ? / ?
포지션/번호 : FW(11)

### 텐가와라 중학교 (天河原中学校) / 천하원중학교
키타 이치방 (喜多一番) / 최고울
성우 : 콘노 쥰 / ?
포지션/번호 : FW(9), 캡틴
미나미 쥬지 (三波十次) / 곽주승
성우 : ? / ?
포지션/번호 : GK(1)
필살기는 「래빗 휩」
카와사키 킨다 (河崎銀太) / 하은태
성우 : ? / ?
포지션/번호 : DF(2)
이토카와 요시노부 (糸川吉信) / 길신호
성우 : ? / ?
포지션/번호 : DF(3)
카시오 세이고 (樫尾星五) / 견성오
성우 : ? / ?
포지션/번호 : DF(4)
히가시 킨야 (比嘉志欣也) / ?
성우 : ? / ?
포지션/번호 : MF(5)
하야부사 히데키 (隼総英聖) / 준영성
성우 : 무로 겡키 / ?
포지션/번호 : MF(6)
사용하는 화신은 「조인 팔콘」(鳥人ファルコ)로, 화신 필살기는 「팔콘 윙」
하레이 미즈나리 (晴井水成) / ?
성우 : ? / ?
포지션/번호 : MF(7)
니시노소라 요이치 (西野空宵一) / 서하늘
성우 : 타노 메구미 / ?
포지션/번호 : MF(8)
안도 츠네유키 (安藤恒之) / 안상원
성우 : 하야시 유우키 / ?
포지션/번호 : FW(10)
호시후루 카구야 (星降家宮夜) / 라유성
성우 : ? / ?
포지션/번호 : FW(11)

### 만노자카 중학교 (万能坂中学校) / 만능중학교
이소자키 켄마 (磯崎研磨) / 연마준
성우 : 에구치 타쿠야 /이호산
포지션/번호 : FW(11), 캡틴
시노야마 미츠루 (篠山ミツル) / 문철이
성우 : ? / ?
포지션/번호 : GK(1)
강림한 화신의 이름은 「기계병 가레우스」(機械兵ガレウス), 화신 중 필살기는 「가디언 실드」
가마이시 츠네오키 (蒲石常興) / 석상흥
성우 : ? / ?
포지션/번호 : DF(2)
필살기는 「엘레펀트 프레스」
오오사와다 코테츠 (大沢田虎鉄) / 양호철
성우 : ? / ?
포지션/번호 : DF(3)
필살기는 「엘레펀트 프레스」
쿠라노인 사노스케 (倉ノ院佐之助) / 유승열
성우 : ? / ?
포지션/번호 : DF(5)
우시오 켄지로 (潮賢次郎) / 우철웅
성우 : ? / ?
포지션/번호 : MF(6)
부스지마 카네자네 (毒島兼真) / 추독진
성우 : ? / ?
포지션/번호 : MF(7)
사카자키 무겐 (逆崎無限) / 사무한
성우 : ? / ?
포지션/번호 : MF(8)
필살기는 「부메랑 페인트」
시라토 키요시로 (白都聖志郎) / 백도성
성우 : ? / ?
포지션/번호 : FW(9)
필살기는 「바운드 플레임」
미츠요시 요자쿠라 (光良夜桜) / 홍가람
성우 : 코다이라 유우키 / ?
포지션/번호 : FW(10)
강림한 화신의 이름은 「기술마 퓨림」(奇術魔ピューリム), 화신 중 필살기는 「매지션즈 박스」
요로즈야 요시치카 (萬屋能力) / ? - 감독
성우 : ? / ?

### 제국학원 (帝国学園) / 제국중학교
미카도 하루마 (御門春馬) / 고문찬
성우 : 하야시 유우키 / 딸기
포지션/번호 : FW(11), 캡틴
필살기는 「황제펭귄 7」, 강림한 화신은 「검은 날개 레이븐」(黒き翼レイブン)
미야비노 레이이치 (雅野麗一) / 여일우
성우 : 미나 / ?
포지션/번호 : GK(1)
필살기는 「파워 스파이크」로, 시드인 미카도나 류자키보다 더 키도를 잘 알고 있으며, 또한 제국학원 멤버들 중 유일하게 레지스탕스의 정체를 아는 부원이다.
오오타키 토노오 (大瀧殿男) / ?
성우 : 사토 켄스케 / ?
포지션/번호 : DF(2)
카바타 타루히코 (蒲田太留彦) / ?
성우 : 오오하라 타카시 / ?
포지션/번호 : DF(3)
필살기는 「사르가소」
나리타 켄야 (成田賢也) / 성현수
성우 : 오리카사 후미코 / ?
포지션/번호 : DF(4)
류자키 오우지 (龍崎皇児) / 황아룡
성우 : 마에노 토모아키 / ?
포지션/번호 : DF(5)
강림한 화신은 「용기사 테디스」
아스카지 사쿠야 (飛鳥寺朔也) / 양비조
성우 : 노지마 히로후미 / ?
포지션/번호 : MF(6)
필살기는 「사르가소」
호라사와 슈지 (洞沢秀二) / ?
성우 : 유링 / ?
포지션/번호 : MF(7)
이츠키 카츠마사 (五木勝正) / 오승정
성우 : 콘노 쥰 / ?
포지션/번호 : MF(8)
사사키 이와오 (佐々鬼厳) / 엄귀태
성우 : 나라 토오루 / ?
포지션/번호 : MF(9)
필살기는 「브리타니아 크로스」
이츠미 쿠니히코 (逸見久仁彦) / 모치현
성우 : 후루시마 키요타카 / ?
포지션/번호 : FW(10)
필살기는 「브리타니아 크로스」

### 카이오우 학원 (海王学園) / 해왕중학교
나미카와 렌스케 (浪川蓮助) / 연파도
성우 : 미네 노부야 / ?
포지션/번호 : FW(10), 캡틴
강림한 화신은 「해왕 포세이돈」(海王ポセイドン)
후카미 단도 (深淵断道) / 심연승
성우 : ? / ?
포지션/번호 : GK(1)
필살기는 「하이드로 앵커」
이데 노리카즈 (井出乗数) / ?
성우 : ? / ?
포지션/번호 : DF(2)
강림하는 화신은 「정예병 폰」(精鋭兵ポーン)
사루가 소마 (猿賀操馬) / ?
성우 : ? / ?
포지션/번호 : DF(3)
후나하타 유우토 (船旗勇斗) / ?
성우 : ? / ?
포지션/번호 : DF(4)
토우가 토오루 (党賀徹) / 원몽기
성우 : ? / ?
포지션/번호 : MF(6)
카이즈 코이치로 (海図航一郎) / 선해도
성우 : ? / ?
포지션/번호 : MF(7)
완다 나오토 (湾田七雄人) / 만칠웅
성우 : ? / ?
포지션/번호 : MF(9)
강림한 화신은 「음속의 발리우스」(音速のバリウス)
요시미네 미사키 (喜峰岬) / 봉우리
성우 : 니시가키 유카 / ?
포지션/번호 : FW(11)
필살기는 「플라잉 피쉬」

### 갓산쿠니미츠 중학교 (月山国光中学校)/ 월산중학교
효도 츠카사 (兵頭司) / 차병두
성우 : 미토 코조 / ?
포지션/번호 : GK(1), 캡틴
갓산쿠니미츠의 주장으로, 37화에서는 미나미사와와 함께 라이몬의 특훈, 정확하게는 신스케의 골키퍼 훈련을 도와주었다. 강림한 화신은 「거신 기간테스」(巨神ギガンテス), 화신 필살기는 「기간틱 봄」
카네히라 텟사이 (金平鉄斎) / ?
성우 : ? / ?
포지션/번호 : DF(2)
필살기는 「트윈 믹서」
오사후네 텐젠 (長船典膳) / 고장선
성우 : ? / ?
포지션/번호 : DF(3)
필살기는 「트윈 믹서」
하치스카 타다토라 (蜂須賀忠虎) / ?
성우 : ? / ?
포지션/번호 : DF(4)
코바야카와 소우키치 (小早川槍吉) / ?
성우 : ? / ?
포지션/번호 : DF(5)
츠키시마 카게히데 (月島景秀) / 음도영
성우 : ? / ?
포지션/번호 : MF(6)
마사무네 고로 (正宗五郎) / ?
성우 : ? / ?
포지션/번호 : MF(7)
카이 노부타케 (甲斐信武) / 진보람
성우 : ? / ?
포지션/번호 : MF(8)
필살기는 「클레이모어」「로켓 헤드」
시바타 카치도키 (柴田勝時) / 자승헌
성우 : ? / ?
포지션/번호 : FW(9)
미나미사와 아츠시 (南沢篤志) / 남진혁
성우 : ? / 이호산
미나미사와 아츠시 문서를 참조.
이치몬지 키리토 (一文字斬斗) / 문참두
성우 : ? / ?
포지션/번호 : FW(11)
필살기는 「로켓 헤드」
야마모토 칸타 (山本勘太) / ?
성우 : ? / ?
포지션/번호 : GK(12)
타케나카 한조 (竹中半蔵) / ?
성우 : ? / ?
포지션/번호 : DF(13)
콘도 케이지 (近藤啓士) / ? - 감독
성우 : 시무라 토모유키 / ?

### 하쿠렌 중학교 (白恋中学校) / 백연중학교
유키무라 효우카 (雪村豹牙) / 표설민
성우 : 테라시마 쥰타 / 남도형
포지션/번호 : FW(10)
하쿠렌 중의 에이스 스트라이커로,2학년이다</ref> 27화에서 마츠카제 텐마가 그에게 존칭어를 사용하지 않고 있다. 후부키가 추방당하기 전 후부키의 애제자였고 그를 선배라 부르며 따르고 있었다. 그러나 추방당한 후 다시 만난 유키무라는 후부키를 매우 배척하고 있었으며, 이는 자신과 함께 강해지기로 했으면서 갑자기 사라진 후부키에게 배신감을 느꼈기 때문이었다. 그래서 하쿠렌 중과 라이몬의 시합을 통해 라이몬을 부수고 후부키를 이기려 했으나, 피프스 섹터의 잔인함과 후부키, 그리고 라이몬의 진심이 통하여 마침내 후부키와 화해한다. 필살기는 후부키로부터 전수받은 「이터널 블리자드」, 자신의 힘으로 만든 「팬서 블리자드」, 화신은「호설의 사이아」(豪雪の サイァ), 여성형이다. 화신을 이용한 필살기는 「아이시클 로드」이나즈마일레븐GOVS골판지전사에 출연함
후부키 시로 (吹雪士郎) / 눈보라 - 前 코치
성우 : 미야노 마모루 / 임채헌
과거에 '설원의 왕자'라 불리던 스트라이커이자 디펜스. 본래 하쿠렌 중학교의 코치였으나 피프스 섹터를 거역한 반란군자로 몰려 코치 자리에서 쫓겨나 라이몬에 도움을 요청한다. 그리고 코치 시절, 그에게는 유키무라 효우카라는 애제자가 있었는데, 하쿠렌 중과의 시합 하루 전 유키무라가 피프스 섹터에 넘어간 것을 알고 충격에 빠진다. 이번 하쿠렌 중과의 싸움을 통해 후부키와 유키무라의 대립이 있었으나 하쿠렌 중 멤버인 세키의 난폭한 플레이로 인해 유키무라가 후부키를 이해하게 되면서 화해한다. 그리고 시합이 끝난 이후, 엔도에게 어떤 말을 전해주고, 이 일을 계기로 엔도는 라이몬의 감독 자리를 키도에게 맡기고 빠지게 된다.
시로사키 카츠야 (白咲克也) / 백주성
성우 : ? / ?
포지션/번호 : GK(1)
필살기는 「크리스탈 배리어」
호쿠겐 타케유키 (北厳猛雪) / ?
성우 : ? / ?
포지션/번호 : DF(2)
이토 토라타 (伊富寅太) / 부범태
성우 : ? / ?
포지션/번호 : DF(3)
오타루 코타로 (小樽港太郎) / ?
성우 : ? / ?
포지션/번호 : DF(4)
마카리 긴지로 (真狩銀次郎) / 진수은
성우 : ? / ?
포지션/번호 : DF(5)
녹색 머리에 목도리를 하고 있는 소년. 필살 택틱스 '절대장벽'을 리드하는 인물이다.
키타키 츠네오 (木瀧常緒) / ?
성우 : ? / ?
포지션/번호 : MF(6)
토우야 쿠니히로 (洞爺国広) / ?
성우 : ? / ?
포지션/번호 : MF(7)
코오리 이츠키 (氷里樹) / 설빙우
성우 : ? / ?
포지션/번호 : MF(8)
루모이 코로히코 (留萌頃彦) / 유랑
성우 : ? / ?
포지션/번호 : MF(9)
이테츠키 토우마 (射月冬馬) / 사동마
성우 : ? / ?
포지션/번호 : FW(11)
모사키 이타루 (最崎至) / ?
성우 : ? / ?
포지션/번호 : GK(12)
오지카 카쿠 (王鹿角) / ?
성우 : ? / ?
포지션/번호 : DF(13)
야마네 미노리 (山音実里) / ?
성우 : ? / ?
포지션/번호 : MF(14)
히다카 타케시 (日高岳) / ?
성우 : ? / ?
포지션/번호 : MF(15)
세키 간지로 (石岩次郎) / 석암
성우 : 카세 야스유키 / ?
포지션/번호 : FW(16)
시로사키와 마찬가지로 시드. 고의로 골키퍼인 산고쿠를 다치게 해서 텐마를 골키퍼 포지션으로 가게 만들었지만, 결정적으로 "이것이 피프스 섹터의 축구다!"라는 말을 하여 다른 하쿠렌 중학교 멤버들로부터 등을 돌리게 만든 장본인. 결국 하쿠렌을 패배로 이끌고 만다.
쿠마자키 덴지 (熊崎伝治) / ? - 감독
성우 : ? / ?
피프스 섹터에서 파견된 하쿠렌 중학교의 감독. 그러나 감독치고는 깊게 생각하지도 않고 움직인다는 점이 단점.
하쿠렌 중의 필살 택틱스
- 절대장벽: 6명의 선수들이 중앙에 모여 하나의 거대한 얼음산을 만드는 필살 택틱스로, 어디서 오든 공을 가진 선수를 모두 튕겨낸다. 이 택틱스는 후에 라이몬 일레븐의 필살 택틱스 '더블 윙'에 의해 뚫린다.

### 키도카와세이슈 중학교 (木戸川清修中学校) / 청수중학교
아후로 테루미 (亜風炉照美) (아후로디, アフロディ) / 아프로디  (감독)
성우 : 산페이 유코 / 배주영
과거 제우스 중학교의 주장이자 파이어 드래곤의 멤버. 현재는 고엔지의 연락을 받고 키도카와 세이슈의 감독을 맡고 있다. 피프스 섹터든 혁명이든 분열 직전인 키도카와 세이슈를 구하겠다는 생각을 품고 있다. 그리고 키도카와 세이슈 중학교를 다시 일으키고, 그들을 이끌어나가고 있다.
키시베 타이가 (貴志部 大河) / 기대하
포지션/번호: MF(9)
성우: 오노 유우키 / ?
키도카와세이슈의 주장으로, 작년 홀리 로드 결승전에서 라이몬과 맞붙은 적이 있었다. 라이몬의 주장 신도 타쿠토와는 예전부터 아는 사이로 보이며, 라이몬과의 시합 전 키도카와세이슈가 피프스섹터를 따르자는 파와 혁명에 동참하자는 파, 이렇게 2개의 파로 나뉘어서 고민하고있던 차에 아후로디가 감독으로 들어와 라이몬과 시합할 때에는 타키 소스케를 제외한 팀원들이 하나가 된 상태로 라이몬과 겨루었다.
타키 소스케 (滝総介) / 용종현
포지션/번호 : FW(10)
성우 : 미네 노부야 / ?
키도카와 세이슈 중학교의 공격수. 라이몬 중학교의 혁명을 우습게 여기고 제멋대로 행동한다. 때문에 동생인 요시히코와 갈등을 빚기도 하고, 피프스 섹터 파의 주요 인물이다보니 마지막까지 자신의 고집을 굽히지 않다가 마지막 순간이 되어서야 자신의 고집을 꺾고 팀이 하나가 되게 해준다. 화신은 「철기병 나이트」(鉄騎兵ナイト) 필살기는 「갤롭 버스터」
타키 요시히코 (滝快彦) / ?
포지션/번호 : FW(13)
성우 : 오리카사 후미코 / ?
타키 소스케의 동생. 혁명파에 속하기 때문에 피프스 섹터 편을 드는 형 소스케와 잦은 갈등을 빚는다. 때문에 라이몬과의 시합에서 소스케를 설득하기 위해 시합에 투입되었으며, 마침내 형의 고집을 꺾게 하는데 성공한다.
카타야마 츠요시 (硬山強) / ?
포지션/번호 : GK(1)
성우 : ? / ?
강림한 화신은 「중기병 바론」(重機兵バロン)
오오이소카와 타로 (大磯川太郎) / ?
성우 : ? / ?
포지션/번호 : DF(2)
이시카와 칸페이 (石川神兵) / 신병석
성우 : ? / ?
포지션/번호 : DF(3)
야마자키 코타로 (山裂虎太郎) / ?
성우 : ? / ?
포지션/번호 : DF(4)
코누마 와쿠 (湖沼枠) / ?
성우 : ? / ?
포지션/번호 : DF(5)
시미즈 류토 (清水柳人) / ?
포지션/번호 : MF(6)
성우 : 시노미야 고우 / ?
이즈미 카나아키 (和泉奏秋) / 이주인
성우 : ? / ?
포지션/번호 : MF(7)
토비사와 마나 (跳沢真波) / 조진파
성우 : ? / ?
포지션/번호 : MF(8)
카미야 코우타 (河宮幸多) / 하다행
성우 : ? / ?
포지션/번호 : FW(11)
키누가와 와가누키 (鬼怒川我貫) / ?
성우 : ? / ?
포지션/번호 : GK(12)
유카이 미즈호 (遊海端) / ?
성우 : ? / ?
포지션/번호 : FW(14)
고시키 쥰 (五色潤) / ?
성우 : ? / ?
포지션/번호 : DF(15)
센다이 히로아키 (川内広明) / ?
성우 : ? / ?
포지션/번호 : MF(16)

### 겐에이 학원 (幻影学園) / 환영중학교
마호로 타다시 (真帆路正) / ?
성우 : 호리에 카즈마(유년시절은 타카가키 아야히) / ?
포지션/번호 : MF(9), 캡틴
겐에이 학원의 주장으로, 동시에 라이몬 중학교의 아마기 다이치와 소꿉친구이다. '웃지 않는 스트라이커'라는 별명이 있다. 필살기는 「환상 슛」, 강림한 화신은 「환상의 다라만가라스」(幻影のダラマンガラス), 화신 중의 필살기는 「댄싱 고스트」
하코노 스이이치 (箱野随一) / ?
성우 : ? / ?
포지션/번호 : GK(1)
화신은 「승부사 다이스맨」(幻影のダラマンガラス), 화신 중 필살기는 「럭키 다이스」
오즈노 야쿠 (小津野役) / ?
성우 : ? / ?
포지션/번호 : DF(2)
미치이치 칸쥬로 (道家冠十郎) / ?
성우 : ? / ?
포지션/번호 : DF(3)
쿠레나이 오우마 (暮内逢馬) / ?
성우 : ? / ?
포지션/번호 : DF(4)
아라키 아키라 (新木朗) / ?
성우 : ? / ?
포지션/번호 : DF(5)
후다노 키리마사 (札野霧正) / ?
성우 : ? / ?
포지션/번호 : MF(6)
도하라 테이토 (銅原帝人) / ?
성우 : ? / ?
포지션/번호 : MF(7)
코바토 히로 (小鳩宏夫) / ?
성우 : 카토 나나에 / ?
포지션/번호 : MF(8)
시라누이 겐이치 (不知火幻一) / ?
성우 : ? / ?
포지션/번호 : FW(10)
시라누이 에이지 (不知火影二) / ?
성우 : ? / ?
포지션/번호 : FW(11)
우츠로기 사네미 (虚木実美) / ?
성우 : ? / ?
포지션/번호 : GK(12)
이류 죠지 (井柳丈次) / ?
성우 : ? / ?
포지션/번호 : DF(13)
마치 시이야 (真地椎矢) / ?
성우 : ? / ?
포지션/번호 : MF(14)
토리유키 아사야 (取行麻也) / ?
성우 : ? / ?
포지션/번호 : FW(15)
오오키 타마노리 (大木玉則) / ?
성우 : ? / ?
포지션/번호 : FW(16)
호스이인 타다노리 (宝水院忠則) / ? - 감독
성우 : ? / ?
코우사카 유키에 (香坂幸恵) / ?
성우 : 유링 / ?
마호로 타다시, 아마기 다이치와 소꿉친구이며, 감정을 드러내지 않는 마호로의 감정을 유일하게 읽을 수 있다. 초등학교 적 셋이서 찍은 사진을 항상 들고 다니며, 마호로와 아마기가 다시 화해하기를 바란다.

### 아라쿠모 학원 (新雲学園) / 신운중학교
아메미야 타이요 (雨宮太陽) / 우태양
성우 : 에구치 타쿠야 / 장민혁
포지션/번호 : FW(11), 캡틴
이나즈마 일레븐 GO 33화부터 등장하는 소년으로, 쿠도 후유카가 담당하고 있는 환자 중 1명이다. 병원에 왔던 텐마를 만나 축구를 하면서 인연을 쌓고, 언젠가 텐마와 함께 필드에서 싸우기로 맹세했다. 하지만, 그 맹세를 빨리 이룰 수 있게 되었는데...
사실 타이요는 라이몬과 준결승에서 맞붙게 될 아라쿠모 학원의 스트라이커이자 주장이었다. 동시에 10년에 한번 나올까 말까한 천재 스트라이커라고. 본래 축구를 하면 안되지만, 타이요에게서 이치노세의 모습을 겹쳐본 이시드 슈지는 무리하게 타이요를 준결승에 내보내게 된다. 타이요 본인은 텐마와 맞붙게 되어 매우 기뻐했지만, 정작 그 텐마는 타이요의 몸상태를 걱정해 시합에 제대로 집중을 할 수가 없었다. 그러나 진심으로 시합을 하는 타이요의 모습을 보고 정신을 차린 텐마는 이윽고 그와 진검승부를 벌이고, 시합이 끝난 후 필드 위에 쓰러지지만, 수술이 성공하면 다시 텐마와 맞붙기로 약속하며 퇴장. 이후에는 다시 병원에 입원하였고, 결승전을 TV를 통해 지켜보았다. 화신은 「태양신 아폴로」(太陽神アポロ), 화신 중의 필살기는 「선샤인 포스」. 이나즈마 일레븐 GO 크로노스톤에서는 믹시트랜스를 통해 제갈공명(제갈량)과 믹시맥스 할 수 있다.
이나즈마일레븐GOVS골판지전사에 출연함
덧:드디어 타이요의 개명이 공개됐는데 여기서 태양이가 2명이 되었다.
모두들 절망의 도가니로...
사타 토사마루 (佐田土佐丸) / ?
성우 : ? / ?
포지션/번호 : GK(1)
화신은 「철벽의 기가돈」(鉄壁のギガドーン)
우라노 텐쇼 (浦野天正) / ?
성우 : ? / ?
포지션/번호 : DF(2)
무쿠모 츠키야 (武雲月弥) / ?
성우 : ? / ?
포지션/번호 : DF(3)
야스모리 치하루 (安守地春) / ?
성우 : ? / ?
포지션/번호 : DF(4)
마키사토 미즈키 (牧里水樹) / ?
성우 : ? / ?
포지션/번호 : DF(5)
후루토 메이지 (古戸冥次) / ?
성우 : ? / ?
포지션/번호 : MF(6)
히나노 킨스케 (雛乃金輔) / ?
성우 : ? / ?
포지션/번호 : MF(7)
키다 모쿠렌 (樹田木蓮) / ?
성우 : ? / ?
포지션/번호 : MF(8)
마즈미 히로시 (真住火朗志) / ?
성우 : ? / ?
포지션/번호 : MF(9)
네부치 우미토모 (根淵海友) / ?
성우 : ? / ?
포지션/번호 : FW(10)
화신은 「해제 넵튠」(海帝ネプチューン)
카리베 란코 (狩部蘭子) / ? - 감독
성우 : ? / ?

### 세이도우잔 중학교 (聖堂山中学校) / 성산중학교
쿠로사키 마코토 (黒裂真命) / 진명우
성우 : 카토 나나에 / ?
포지션/번호 : MF(9), 캡틴
필살기는 바리스타 샷. 화신은 염마 가자드. 화신 필살기는 폭열 스톰 등.
마사키 테이야 (征木帝矢) / ?
성우 : ? / ?
포지션/번호 : GK(1)
필살기 슛 브레이크.
무네모리 히데토시 (宗森秀年) / ?
성우 : ? / ?
포지션/번호 : DF(2)
쿠레이 유다이 (呉井雄大) / ?
성우 : ? / ?
포지션/번호 : DF(3)
이야베 사토시 (伊矢部敏志) / ?
성우 : ? / ?
포지션/번호 : DF(4)
호즈미 신페이 (穂積信平) / ?
성우 : ? / ?
포지션/번호 : DF(5)
아마세 레이아 (天瀬玲亜) / ?
성우 : ? / ?
포지션/번호 : MF(6)
필살기는 에어 발렛
오케가와 유키모리 (桶川之守) / ?
성우 : ? / ?
포지션/번호 : MF(7)
휴우가 리온 (日向理恩) / ?
성우 : 사이가 미츠키 / ?
포지션/번호 : MF(8)
필살기는 라운드 스파크.
코이사키 이오 (恋崎伊雄) / ?
성우 : ? / ?
포지션/번호 : FW(10)
츠츠미 토모 (堤美智) / ?
성우 : ? / ?
포지션/번호 : FW(11)

### 드래곤 링크
센구지 야마토 (千宮路大和) / ?
성우 : 하야시 유우키 / ?
포지션/번호 : GK(1)
피프스 섹터의 진정한 흑막인 센구지 다이고의 아들. 화신 훈련이 극대화되어있는 상태인지라 항상 화신을 써도 지치지 않는다. 때문에 스스로 성큼성큼 걸어나와서 라이몬의 골문을 열기도 하지만, 다시금 갱생한 라이몬의 반격에 패배하고 만다. 강림한 화신은 「현왕 킹번」(賢王キングバーン), 화신 중의 필살기는 「킹 파이어」이다.
고마키 테츠로 (護巻徹郎) / ?
성우 : ? / ?
포지션/번호 : DF(2)
강림한 화신은 「마녀 퀸레디아」(魔女クィーンレディア)
고이시 센마 (郷石閃真) / ?
성우 : ? / ?
포지션/번호 : DF(3)
강림한 화신은 「파수꾼의 탑 룩」(番人の塔ルーク)
고미 세이에이 (五味清栄) / ?
성우 : ? / ?
포지션/번호 : MF(4)
강림한 화신은 「마재상 비숍」(魔宰相ビショップ)
카미야마 고우노신 (神山豪之伸) / ?
성우 : ? / ?
포지션/번호 : MF(5)
강림한 화신은 「마재상 비숍」(魔宰相ビショップ)
이카리 고우리키 (猪狩強利貴) / ?
성우 : ? / ?
포지션/번호 : MF(6)
강림한 화신은 「철기병 나이트」(鉄騎兵ナイト)
세이죠 쇼고 (聖城将護) / ?
성우 : ? / ?
포지션/번호 : MF(7)
강림한 화신은 「정예병 폰」(精鋭兵ポーン)
미토 쇼 (御戸翔) / ?
성우 : ? / ?
포지션/번호 : FW(8)
강림한 화신은 「정예병 폰」(精鋭兵ポーン)
아이카와 마사루 (合川賢) / ?
성우 : ? / ?
포지션/번호 : FW(9)
강림한 화신은 「철기병 나이트」(鉄騎兵ナイト)
고다이 신고 (伍代慎吾) / ?
성우 : ? / ?
포지션/번호 : FW(10)
강림한 화신은 「정예병 폰」(精鋭兵ポーン)
고토 유카이 (後藤結界)/ ?
성우 : ? / ?
포지션/번호 : FW(11)
강림한 화신은 「정예병 폰」(精鋭兵ポーン)

## 갓 에덴

### 언리미티드 샤이닝
텐노보리 하쿠류 (白竜) / 서백룡
성우 : 후쿠야마 준 /최승훈
이나즈마 일레븐 go 극장판 "궁극의 우정 그리폰"에 나온 인물로 츠루기의 라이벌이다.갓에덴에서 훈련중인 "궁극"을 이름짓는 팀 주장. 엔도 마모루를 비롯한 4인의 지도 하에 맹연습을 하고 있는 츠루기의 앞에 나타나 "니가 그런 녀석들과 어울릴 줄은 몰랐다, 널 반드시 쳐부숴주마"라고 선포하고는 시합 때 팀 제로의 주장으로 슈우와 함께 나타난다. 그러나 슈우의 말을 들으며 순수하게 축구를 즐겼던 자신의 어린 시절을 떠올리며 즐거운 축구를 시작한다.
화신은 [성수 샤이닝 드래건(聖獣シャイニングドラゴン).]믹시맥스는 공명이다.(라이메이 한정)이나즈마일레븐GOVS골판지전사에 출연함. 이후 이나갤에서는 레지스탕스 재팬의 주장으로 나타나 이나즈마 재팬(어스 일레븐)을 반 죽여놓고(?)감.
헤비노 마키노 (蛇野巻人) / 사노진
성우 : ? / ?
오니즈카 헤이타 (鬼塚平太) / ?
성우 : ? / ?
긴자미야 아키라 (銀座宮章) / ?
성우 : ? / ?
사사야마 타키 (笹山滝) / ?
성우 : ? / ?
세이도 단 (青銅弾) / ?
성우 : ? / ?
닛타 미루 (新田ミル) / ?
성우 : ? / ?
호다 미츠히로 (帆田光洋) / 김광희
성우 : ? / ?

### 에인션트 다크
슈우 (シュウ) / 슈
성우 : 사와시로 미유키 /김영은
이나즈마 일레븐 go 극장판 "궁극의 우정 그리폰"에 나온 인물로 섬의 일을 알고 다하는 수수께끼의 소년.
텐마즈에게 힘을 빌려주지만 그 정체는 200년 전에 죽은 유령이다.여동생을 잃은 후 자신이 왜 그러는지 원망하기도 한다. 하지만 텐마의 마음을 알게 된후 잘못된걸 깨닭게 되어서
즐겁게 축구한다. 화신은‘암흑신 다크 엑소더스’ 화신 필살기는 '마왕의 도끼'. 크로노스톤에서는 텐마, 츠루기, 신도, 신스케, 니시키에게 화신 암드를 하는 법을 알려주고, 텐마와 믹시맥스를 함.
아시야 노보루 (芦矢昇) / ?
성우 : ? / ?
에다키 사키 (枝木早樹) / ?
성우 : ? / ?
키야 코우지 (木屋功治) / ?
성우 : ? / ?
히사쿠모 진타 (久雲仁太) / ?
성우 : ? / ?
린네 마코토 (林音真琴) / ?
성우 : ? / ?
카이 (カイ) / 카이
성우 : ? / ?

## 텐마즈
마츠카제 텐마 (松風天馬) / 천마루
성우 : 테라사키 유카 / 문남숙
마츠카제 텐마 문서를 참고.
페이 룬 / 페이
성우 : 키무라 아키코 / 오인실
포지션/번호 : MF(11)
축구의 역사가 바뀌는 것을 막기 위해 200년 뒤의 미래에서 찾아온 소년. 유일하게 축구에 대한 기억이 바뀌지 않은 텐마를 찾아 현재로 왔으며, 역사를 지키기 위해 싸워나가고 있다. '믹시 맥스 건'을 통해 공룡과 합체할 수 있으며, 그 때에는 겉인상부터 능력치까지 천지차이로 벌어진다. 참고로 '텐마즈'라는 팀을 명명한 것도 페이가 하였다.(한마디로 작명 센스는 없다.)이나즈마일레븐GOVS골판지전사에 출연함. 활발한 성격으로 보이지만 페이는 부모가 자신을 버렸다는 것에 대해 쓸쓸함을 많이느끼고 또 애절한 모습이 많이 나오고 있다. 부모에게 버림을 받은 페이는 외로움을 떨치기 위해 축구를 시작했으며 그런 축구를 지키기 위해 라이몬 일행과 합류하게 된것이다, 현재 빅과 믹시맥스 가능하다.
화신은 <광속투사 로빈>이고 암드까지 가능. (사실 세컨드 스테이지 칠드런의 일원이다. 팀 가루의 주장.)
츠루기 유이치 (剣城優一) / 성태림
성우 : 마에노 토모아키 / 정재헌
포지션/번호 : FW(10)
츠루기 쿄스케의 친형. 어릴 적 나무에서 떨어지는 츠루기를 받다가 다리를 다쳐 현재 병원에 입원해 있다. 그러다가 동생 츠루기가 축구를 관리하는 피프스 섹터에 소속되어 있으며, 자신의 치료비를 대주기 위해 라이몬을 부수려는 것을 알아채고 크게 실망하며 눈물을 흘린다. 그 계기로 츠루기는 두 번 다시 피프스 섹터의 지시에 따르지 않을 것을 맹세하고 다시 그라운드로 돌아갔으며, 유이치는 그런 츠루기를 다시금 응원하게 된다.
그런데 놀랍게도 텐마, 페이와 더불어 <이나즈마 일레븐 GO 2 크로노 스톤>의 주연. 3화에서 모습을 드러냈다. 인터렙트 수정으로 축구를 할 수 있다. 화신은 마전사펜드라곤. 츠루기 쿄스케와 믹시맥스가 가능하다.
클라크 원더 뱃/클라크 원더봇/원더바 - 감독
성우 : 요시노 히로유키 / 남도형
텐마즈의 감독. 곰 모습을 한 안드로이드이며, 평소에는 푸른 몸을 띠고 있으나 흥분하면 몸이 붉게 달아오른다. '믹시 맥스 건'을 갖고 '이나즈마 캐러밴 TM'을 타고 현재로 오게 된다. 페이에게서는 「원더바」라는 약칭으로 불리고 있으며, 알파에 의해 바뀌어버린 텐마의 과거를 다시 원래대로 돌려준 인물. 자칭 대 감독이지만 애니에서는 한번도 감독을 한 적이 거의 없다.
크로스워드 아르노 (아르노 박사)
성우 : 쿠스미 나오미 / ?
타임머신을 발명하여 200년 후의 미래에서 온 과학자. 현재 엘도라도에 쫓기는 몸이며, 라이몬 일레븐 앞에 모습을 드러내고 순식간에 사라진다.

### 듀플리
'듀플리'란, 선수가 자신의 오오라를 사용하여 만들어낸 가상 축구선수, 다른 말로 인형화신이다. 많은 듀플리를 소환할수록 사용자의 체력이 많이 떨어진다. (페이가 사용을 한다.)
마쵸스
성우 : 타이 유우키 / ?
포지션/번호 : GK(1)
필살기는 「엑설런트 브레스트」
스마일
성우 : 오리카사 후미코 / ?
포지션/번호 : DF(2)
스트로우
성우 : 나라 토오루 / ?
포지션/번호 : DF(?)
필살기는 「프랙털 하우스」
월리
성우 : 이와사키 료 / ?
포지션/번호 : DF(?)
필살기는 「프랙털 하우스」
데분
성우 : ? / ?
포지션/번호 : DF(?)
필살기는 「프랙털 하우스」
치비토
성우 : 후지무라 아유미 / ?
포지션/번호 : MF(?)
망토
성우 : 타카가키 아야히 / ?
포지션/번호 : MF(?)
드릴
성우 : ? / ?
포지션/번호 : MF(?)
키모로
성우 : 코바야시 유우 / ?
포지션/번호 : FW(1-)

## 엘 도라도
미래의 의사를 결정하는 의회. 그리고 축구를 없애려는 이유가 축구를 통해 우수한 유전자를 갖게 된 아이들의 존재 자체를 소멸시키려는 것이다.
토우토우 헤이키치 /아르고
성우 : 아이자와 마사키 / ?
엘도라도의 의장으로, 축구를 좋아하는 주요 인물들에게서 축구를 지워버리기 위해 프로토콜 오메가를 200년 전의 과거로 보낸다.

### 프로토콜 오메가
알파
성우 : 타니야마 키쇼 / 장민혁
포지션/번호 : FW(10), 캡틴
프로토콜 오메가를 이끄는 주장. 텐마를 제외한 모든 라이몬 부원들에게서 축구에 대한 기억을 지워버린 장본인. 텐마도 지우기 직전까지는 갔으나 텐마 본인의 축구를 향한 애정, 그리고 페이의 개입으로 인해 실패하게 된다. 더군다나 자신들이 수정한 텐마의 과거를 클라크가 원래대로 돌려놓으면서 무산되고 만다. 참고로 각 시점마다 서로 다른 알파들이 있는데, 이는 평행세계 개념 때문이다. 그러나 가는 족족 텐마즈와의 시합에서 패배하고, 결국 베타에게 주장 자리를 박탈당하고 만다. 필살기는 「슛 커맨드 01(스핀 마이스터 )」, 강림한 화신은 「천공의 지배자 봉황」(天空の支配者鳳凰), 그리고 그 화신을 암드해서 더 강력하게 된다.
이후 라그나로크에서 신도와 한 팀을 함으로써 축구에 대한 즐거움을 깨달음.
베타
성우 : 이세 마리야 / 배주영
포지션/번호 : FW(10), 캡틴
알파를 탈퇴시키고 새롭게 결성된 프로토콜 오메가 2.0의 새로운 주장. 굉장히 순해 보이는 평소 모습과는 달리 공만 잡았다 하면 사악한 성격이 드러나게 된다.(한마디로 이중인격자이다.) 프로토콜 오메가를 이끌고 일미 친선 시합을 반칙으로 일관하여 일본에서 축구 금지령을 내리게 만든 장본인. 화신은 「허공의 여신 아테나」(虚空の女神アテナ), 화신 암드 중의 필살기는 「슛 커맨드 07(더블 슛)」이다. (수학 남매중 가장 비중이 많음.)
감마
성우 : ?? / ??
포지션/번호 : FW(10), 캡틴
베타를 탈퇴 시키고 새롭게 결성된 프로토콜 오메가 3.0의 새로운 주장...이지만 자나크에게 빼앗겨 자나크와 믹시맥스를 하게 된다. 알파, 베타보다 더 적게 애니에 등장. 잔다르크 시대 외에는 그닥 비중이 높지 않다.
)?
(
자노우
성우 : 이와사키 료 / ?
포지션/번호 : GK(1)
필살기는 「키퍼 커맨드 03(쇼트 블록커)」
쿠오루
성우 : 미나 / ?
포지션/번호 : DF(3)
쿠오스
성우 : 오오하라 타카시 / ?
포지션/번호 : MF(6)
필살기는 「오펜스 커맨드 04(스피닝 어퍼)」
네이라
성우 : 사사키 히나코 / ?
포지션/번호 : MF(8)
필살기는 「슛 커맨드 08(러브 애로우)」
레이자
성우 : 후지무라 아유미 / ?
포지션/번호 : FW(9)
에이남
성우 : 노지마 히로후미 / ?
포지션/번호 : FW(11)
필살기는 「슛 커맨드 06(플라즈마 볼)」
오르카
성우 : 유링(나이토 치아키) / ?
포지션/번호 : MF(7)
루지크
성우 : 콘노 쥰 / ?
포지션/번호 : GK(1)
필살기는 「키퍼 커맨드 07(자이로 세이빙)」
프로토콜 오메가의 필살 택틱스
- 택틱스 AX 3(버뮤다 웹): 3명에서 볼을 차서 삼각형을 만들고 그 안의 상대팀 선수를 쓰러뜨리는 필살 택틱스.

## 세컨드스테이지 칠드런
사류 에반
성우:오카모토 노부히코/엄상현
- 포지션/번호:(10) 주장

세컨드 스테이지 칠드런 팀의 더 라군의 주장이다. 고글을 쓰고 다니는 소년으로 고글을 위로 올리면, 텐마와 닮았다. 때문에 텐마의 후손이라는 추측이 일고 있다.
메이아
성우: ?? / ??
세컨즈 스테이지 칠드런 팀 중 하나의 주장이다. 사실 더 라군의 팀원은 아니지만(팀 기루의 주장), 신도에게 복수하기 위해 더 라군에 참여한다. 화신은 길리스와 같은 [정열의 러버스]
길리스
성우: ?? / ??
세컨드 스테이지 칠드런 팀 중 하나의 일원이다. 사실 더 라군의 팀원은 아니지만(팀 기루의 일원), 메이와와 같이 신도에게 복수 하기 위해 더 라군에 참여한다. 메이아의 남자친구이다. 화신은 메이아와 같은 [정열의 러버스]

## 그 외 인물
고엔지 유카 (豪炎寺夕香) / 염유림
성우 : 죠 마사코 / 배정미
고엔지 슈야의 여동생. 현재 고등학생으로 오빠인 고엔지 슈야, 즉 이시드 슈지의 뜻을 이해하고 그와 함께 행동하는 중이다. 대표적인 역할은 텐마와 자신의 오빠인 고엔지의 재회와 츠루기의 파이어 토네이도 비밀 특훈의 시작 발판 놓아주기.
카쿠마 오우쇼 (角馬王将) / 문장오
성우 : 이나다 테츠 / 전태열
예나 지금이나 일본 축구경기에서 계속해서 해설위원으로 등장하는 인물로, 마찬가지로 카쿠마 아유무의 아버지이다.
니지하시 레인 (虹橋レイン) / ?
성우 : 사사키 히나코 / ?
시청자의 캐릭터 창작에서 채택된 여자아이 캐릭터. 또래의 남자아이들에게도 꿀리지 않을 만큼 뛰어난 축구실력을 갖고 있다. 필살기는 「레인보우 버블 샷」
아이언거츠 / ?
성우 : 나라 토오루 / ?
시청자의 캐릭터 창작에서 채택된 남자아이 캐릭터. 얼굴이 다소 안드로이드 느낌이 나며, 골키퍼 포지션이지만 자신도 슛을 날리고 싶다는 욕구를 이기지 못하고 골대를 버리고 뛰쳐나오는 모습도 보여준다. 필살기는 「다이노소어 브레이크」
하나보야
성우:모름
텐마가 어릴 때 다니던 유치원선생님으로서 크로노스톤1화때 텐마한테 아이들한테 축구를 가르쳐달라고 부탁한다
토미나가 쥰 (富永じゅん) / ?
성우 : 후지무라 아유미 / ?
TV방송국에서 온 아나운서. 홀리 로드에서 다시 우승을 쟁취한 라이몬 중학교를 취재하기 위해 라이몬 중학교로 찾아온다.
야지마 요스케 (矢嶋陽介) / ?
성우 : 사토 켄스케 / ?
오키나와에서 아내와 같이 가게를 차리는 남자. 그러다가 알파에 의해 시합하는 경기장에 강제로 워프되어 시합을 중계한다. 물론 중계도 알파가 시스템을 이용하여 심판 모드로 설정하게 한 것이다. 이후 계속 심판을 맡게 됐다.
자이젠 소스케 (財前宗助) / 옥창연
성우 : 나카무라 유이치 / 곽윤상
10년 전과 마찬가지로 일본의 총리. 인터럽트에 의해 일본에 축구 금지령을 내리고 만다.
사스케 / 석호
성우 : 사토 켄스케 / ?
텐마가 어릴 적에 판자더미 속에서 구한 개로,(이 때 텐마 자신도 판자에 깔릴 뻔한다.) 10년째 텐마와 동고동락하고 있는 개이다. 현재는 텐마가 아키의 집인 「木枯らし荘」(코가라시소, 가을바람장)에서 방을 빌려서 사는지라 그곳에서 두 사람에게 같이 길러지고 있는 중.
엔도 다이스케 (円堂大介) / 강대철
성우 : 후지모토 유즈루 / 이호산
엔도 마모루의 외할아버지. 10년 전 코트아르 대표 리틀 기간트의 감독으로써 손자인 엔도 마모루와 FFI 결승전에서 만났었다. 엔도가 라이몬 일레븐의 감독이 된 후로 세상을 떠났다. Go 크로노스톤 10화에서 키도가 엔도의 노트를 들고 시간여행을 하여 10년전으로 왔을 때 등장했다. 키도에게는 그 노트의 내용을 말해주지는 않았다. 아오이에게는 패자의 성전에 나오는 11명에 관한 이야기를 한다. 텐마 일행이 베타의 팀과 싸울 때 감독을 맡지만 베타에 의해 역시 크로노스톤이 되고 만다.

## 신생이나즈마 재팬/신생썬더코리아
마츠카제 텐마 / 천마루
성우:테라사키유카 / 문남숙
소울은 말(->진화(?)해 페가수스)
츠루기 쿄스케 / 성태검
성우:오오하라타카시 / 故 김일
소울은 늑대
신도 타쿠토 / 신동윤
성우:사이가 미츠키 / 배정미
소울은 공작
노자키 사쿠라 / 송채니
성우:엔도 아야/이영란
여자 캐릭터로 텐마의 고향 오키나와에 있는 오미하라중 체조부 출신. 리듬체조 유학을 갈 비용을 마련하기 위해 대표팀으로 고용되었다.필살기는 퓨티풀 후프 소울은 영양
마타타게 하야토/한승태
성우:이시카와 카이토/홍범기
육상부 해왕 학원출신. 새로 이나즈마 재팬의 포워드로 동생들을 위해서 이나즈마 재팬 선수로 고용되었다. 필살기는 파쿠르 어택 소울은 매
이부키 무네마사 / 류성하
성우:스즈키 타츠히사/이동훈
이나즈마 재팬의 골기퍼로 미나미사와가 현재 재학 중인 갓산쿠미니츠중 농구부출신이다. 해외농구 유학비용을 마련하기 위해 대표팀으로 고용되었다.필살기는 와일드덩크.라이징슬래시.마룡덩크 소울은 메머드
쿠사카 류지 / 구성근
성우:오카바야시 후미히로/송준석
새로 이나즈마 재편으로 선출된 인물. 불량배이며 출신이 불분명하다.필살기는 광폭헤딩 소울은 회색곰
테츠카도 신 / 마철진
성우:타이 유우키/최낙윤
만능중학교 권투부출신. 집이 어업을 하는데 배가 망가져서 그 수리비용을 벌기 위해 이나즈마 재팬 선수로 고용되었다.필살기는 풋워크 드로.데드 스트레이트 소울은 물소
모리무라 코노하 / 양몽희
성우:유우키 아오이/오인실
노자키와 마찬가지로 여자캐릭터. 만유중학교 출신으로 축구에는 소질이 없는 겁쟁이에 소심쟁이다.필살기는 양몽희롤 소울은 여우. 멤버들 중 처음으로 소울을 꺼내 다른 사람들이 소울을 꺼내수 있게됨.
마나베 진이치로 / 진명석
성우:노지마 히로후미/전태열
에이토학원 출신으로 뛰어난 두뇌를 가지고있으나 축구경력은 0이다. 의심이 많아서 자신의 지갑이 없어졌을 때 마타타기를 의심하는 일도 있다.필살기는 디펜스방정식 소울은 오소리
미나호 카즈토 / 봉기범
성우:요나가 츠바사최하나
텐가와라학원 출신으로 뛰어난 추리파다. 하지만 축구경력은 0. 그렇지만 뛰어난 추리와 계산력으로 패스의 정확도를 파악하기도 한다.필살기는 트레이스 프레스.저기에 UFO 소울은 올빼기
소라노 아오이 / 진파랑
성우:키타하라 사야카/오인실
미즈카와 미노리/서미래
성우:타카가키 아야히
새롭게 선정된 이나즈마 재팬 의 매니저 나츠미와 비슷한 이미지로 도도하고 말수가 어른스럽다. 우아한 미모의 소유자이며 어느학교 출신인지는 잘 모르나 중학생이며 1학년임이 틀림없다. 아오이는 그녀를 미즈카와씨라고 부른다 감독인 쿠로이와를 잘따르는 요주인물 성격은 나쁜것같지가 않다. 하지만 본래인격은 학교에서 미노타우로스라고 불릴정도로 문제아라고 한다. 알고 보니 외계인이 몸에 들어와 얌전해졌다. 이나갤 마지막화에 외계인이 몸에서 나가자 원래 성격이 들어남.
쿠로이와류세이(카게야마레이지) / 반유성(엄석권)
성우:모름
신생이나즈마재팬의 감독으로서 카게야먀레이지와 많이 닮았다 때문에 카게야마와 동일인물이라는 추측이 일고있다 무슨 까닭으로 텐마 츠루기 신도를 제외한 무명선수들을 이나즈마재팬의 선수로 지목한다